# Orica-Scott/Saison 2017
Diese Liste beschreibt die Erfolge des Radsportteams Orica-Scott in der Saison 2017.

## Erfolge in der UCI WorldTour
In den Rennen der Saison 2017 der UCI WorldTour gelangen die nachstehenden Erfolge.
| Datum       | Rennen                         | Sieger           |
| ----------- | ------------------------------ | ---------------- |
| 17. Januar  | 1. Etappe Tour Down Under      | Caleb Ewan       |
| 19. Januar  | 3. Etappe Tour Down Under      | Caleb Ewan       |
| 20. Januar  | 4. Etappe Tour Down Under      | Caleb Ewan       |
| 22. Januar  | 6. Etappe Tour Down Under      | Caleb Ewan       |
| 26. Februar | 4. Etappe Abu Dhabi Tour       | Caleb Ewan       |
| 10. März    | 6. Etappe Paris-Nizza          | Simon Yates      |
| 25. März    | 6. Etappe Katalonien-Rundfahrt | Daryl Impey      |
| 4. April    | 2. Etappe Baskenland-Rundfahrt | Michael Albasini |
| 26. April   | 1. Etappe Tour de Romandie     | Michael Albasini |
| 29. April   | 4. Etappe Tour de Romandie     | Simon Yates      |
| 12. Mai     | 7. Etappe Giro d’Italia        | Caleb Ewan       |
| 1. August   | 4. Etappe Polen-Rundfahrt      | Caleb Ewan       |
| 3. August   | 6. Etappe Polen-Rundfahrt      | Jack Haig        |

## Erfolge in der UCI Europe Tour
In den Rennen der Saison 2017 der UCI Europe Tour gelangen die nachstehenden Erfolge.
| Datum        | Rennen                                  | Kat. | Sieger              |
| ------------ | --------------------------------------- | ---- | ------------------- |
| 3. Februar   | 3. Etappe Valencia-Rundfahrt            | 2.1  | Magnus Cort Nielsen |
| 12. Februar  | Clásica de Almería                      | 1.1  | Magnus Cort Nielsen |
| 5. März      | GP Industria & Artigianato              | 1.HC | Adam Yates          |
| 30. März     | 3b. Etappe Drei Tage von De Panne (EZF) | 2.HC | Luke Durbridge      |
| 1. April     | GP Miguel Indurain                      | 1.1  | Simon Yates         |
| 16. Juni     | 2. Etappe Slowenien-Rundfahrt           | 2.1  | Luka Mezgec         |
| 18. August   | Arnhem–Veenendaal Classic               | 1.1  | Luka Mezgec         |
| 25. August   | Pro Ötztaler 5500                       | 1.1  | Roman Kreuziger     |
| 3. September | 1. Etappe Tour of Britain               | 2.HC | Caleb Ewan          |
| 5. September | 3. Etappe Tour of Britain               | 2.HC | Caleb Ewan          |
| 8. September | 6. Etappe Tour of Britain               | 2.HC | Caleb Ewan          |

## Erfolge in der UCI Oceania Tour
In den Rennen der Saison 2017 der UCI Oceania Tour gelangen die nachstehenden Erfolge.
| Datum         | Rennen                        | Kat. | Sieger        |
| ------------- | ----------------------------- | ---- | ------------- |
| 2. Februar    | 1. Etappe Herald Sun Tour     | 2.1  | Damien Howson |
| 1.–5. Februar | Gesamtwertung Herald Sun Tour | 2.1  | Damien Howson |

## Erfolge bei den Nationalen Straßen-Radsportmeisterschaften
In den Rennen zu den Nationalen Straßen-Radsportmeisterschaften 2017 gelangen die nachstehenden Erfolge.
| Datum      | Rennen                                           | Fahrer      |
| ---------- | ------------------------------------------------ | ----------- |
| 9. Februar | Südafrikanische Meisterschaft – Einzelzeitfahren | Daryl Impey |
| 25. Juni   | Slowenische Meisterschaft – Straßenrennen        | Luka Mezgec |
| 27. Juni   | Kanadische Meisterschaft – Einzelzeitfahren      | Svein Tuft  |

## Zugänge – Abgänge
| Zugänge         | Team 2016   | Abgänge          | Team 2017    |
| --------------- | ----------- | ---------------- | ------------ |
| Roger Kluge     | IAM Cycling | Michael Matthews | Team Sunweb  |
| Roman Kreuziger | Tinkoff     | Christian Meier  | Karriereende |
|                 |             | Amets Txurruka   |              |

## Mannschaft
| Teamkader 2017                            | Teamkader 2017    | Teamkader 2017         | Teamkader 2017                      |
| Name                                      | Geburtsdatum      | Land                   | Vorheriges Team                     |
| ----------------------------------------- | ----------------- | ---------------------- | ----------------------------------- |
| Michael Albasini                          | 20. Dezember 1980 | Schweiz                | HTC-Highroad (2011)                 |
| Sam Bewley                                | 22. Juli 1987     | Neuseeland             | PureBlack Racing (2012)             |
| Esteban Chaves                            | 17. Januar 1990   | Kolumbien              | Colombia (2013)                     |
| Magnus Cort Nielsen                       | 16. Januar 1993   | Dänemark               | Cult Energy Vital Water (2014)      |
| Mitchell Docker                           | 2. Oktober 1986   | Australien             | Skil-Shimano (2011)                 |
| Luke Durbridge                            | 9. April 1991     | Australien             | Jayco-AIS (2011)                    |
| Alexander Edmondson                       | 22. Dezember 1993 | Australien             | Jayco-AIS World Tour Academy (2015) |
| Caleb Ewan                                | 11. Juli 1994     | Australien             | Jayco-AIS World Tour Academy (2014) |
| Simon Gerrans                             | 16. Mai 1980      | Australien             | Team Sky (2011)                     |
| Jack Haig                                 | 6. September 1993 | Australien             | Jayco-AIS World Tour Academy (2015) |
| Mathew Hayman                             | 20. April 1978    | Australien             | Team Sky (2013)                     |
| Michael Hepburn                           | 17. August 1991   | Australien             | Jayco-AIS (2011)                    |
| Damien Howson                             | 13. August 1992   | Australien             | Jayco-AIS World Tour Academy (2013) |
| Daryl Impey                               | 6. Dezember 1984  | Südarfika              | NetApp (2011)                       |
| Christopher Juul-Jensen                   | 6. Juli 1989      | Dänemark               | Tinkoff-Saxo (2015)                 |
| Jens Keukeleire                           | 23. November 1988 | Belgien                | Cofidis, le Crédit en Ligne (2011)  |
| Cheung King-lok                           | 8. Februar 1991   | Hong Kong              | HKSI Pro Cycling Team (2016)        |
| Roger Kluge                               | 5. Februar 1986   | Deutschland            | IAM Cycling (2016)                  |
| Roman Kreuziger                           | 6. Mai 1986       | Tschechien             | Tinkoff (2016)                      |
| Luka Mezgec                               | 27. Juni 1988     | Slowenien              | Giant-Alpecin (2015)                |
| Rubén Plaza                               | 29. Februar 1980  | Spanien                | Lampre-Merida (2015)                |
| Robert Power                              | 11. Mai 1995      | Australien             | Jayco-AIS World Tour Academy (2015) |
| Svein Tuft                                | 9. Mai 1977       | Kanada                 | SpiderTech-C10 (2011)               |
| Carlos Verona                             | 4. November 1992  | Spanien                | Etixx-Quick Step (2016)             |
| Adam Yates                                | 7. August 1992    | Vereinigtes Königreich | Club Cycliste d'Étupes (2013)       |
| Simon Yates                               | 7. August 1992    | Vereinigtes Königreich | 100% me (2013)                      |
|                                           |                   |                        |                                     |
| Quellen: ProCyclingStats Cycling Quotient |                   |                        |                                     |